# 尼崎市立大庄北中学校
尼崎市立大庄北中学校（あまがさきしりつ おおしょうきたちゅうがっこう）は、兵庫県尼崎市大庄北にある公立中学校。

## 沿革
- 1961年（昭和36年）4月1日 - 尼崎市立大庄東中学校から分離し、尼崎市立大庄北中学校創立。

## 部活動

### 運動部
- 野球部
- ソフトテニス部
- バスケットボール部
- 剣道部
- 女子卓球部
- 柔道部
- 女子バレーボール部

### 文化部
- 美術部
- 吹奏楽部
- 茶華道部

## 校区
- 尼崎市立大島小学校
- 尼崎市立浜田小学校

## 著名な出身者
- 前田悟（元バレーボール選手） - 元JTサンダーズ
- 狩野亜由美（ソフトボール選手） - 豊田自動織機所属、北京五輪金メダリスト
- 中村茜（女子プロ野球選手）- 兵庫スイングスマイリーズ
- 数原龍友（歌手） - GENERATIONS from EXILE TRIBE

## 校区が隣接している学校
- 尼崎市立南武庫之荘中学校
- 尼崎市立日新中学校
- 尼崎市立中央中学校
- 尼崎市立大庄中学校
- 西宮市立上甲子園中学校
- 西宮市立深津中学校